# قلعة الهادي الغربية
قلعة الهادي الغربية قرية سورية تتبع ناحية اليعربية في منطقة المالكية التابعة لمحافظة الحسكة. بلغ عدد سكانها 1،500 نسمة عام 2004 .
سكان القرية عرب من قبيلة شمر. فيها قبر الشيخ دهام الهادي العاصي الجربا. 
تعتمد القرية على الزراعة بشكل أساسي وتوجد فيها آبار نفط.